# Distrikt Curimaná
Der Distrikt Curimaná liegt in der Provinz Padre Abad in der Region Ucayali in Nordost-Peru. Der Distrikt wurde am 5. Januar 1995 aus Teilen des Distrikts Padre Abad gebildet. Er hat eine Fläche von 1866 km². Beim Zensus 2017 wurden 7722 Einwohner gezählt. Im Jahr 2007 lag die Einwohnerzahl bei 6047. Sitz der Distriktverwaltung ist die 172 m hoch am Ostufer des Río Aguaytía gelegene Ortschaft Curimaná mit 3598 Einwohnern (Stand 2017). Curimaná liegt 78 km nordnordöstlich der Provinzhauptstadt Aguaytía.

## Geographische Lage
Der Distrikt Curimaná liegt im Nordosten der Provinz Padre Abad. Der Río Aguaytía durchquert den Distrikt in überwiegend ostnordöstlicher Richtung. Der Distrikt liegt am Westrand des Amazonasbeckens.
Der Distrikt Curimaná grenzt im Südwesten an den Distrikt Padre Abad, im Westen an den Distrikt Contamana (Provinz Ucayali, Region Loreto), im Nordosten an den Distrikt Nueva Requena (Provinz Coronel Portillo), im Südosten an den Distrikt Neshuya sowie im zentralen Süden an den Distrikt Irázola.